# Пилипенко Анатолій Григорович
Анатолій Григорович Пилипенко (нар. 1935) — український радянський діяч, 1-й секретар Печерського райкому КПУ міста Києва. Член ЦК КПУ в 1976—1990 р.

## Біографія
Освіта вища. Член КПРС з 1958 року.
Працював на Київському заводі «Арсенал» імені Леніна, був начальником складального цеху по відділі головного зварювальника.
У 1970-х — січні 1980 року — секретар партійного комітету КПУ Київського заводу «Арсенал» імені Леніна.
У січні 1980 — червні 1988 року — 1-й секретар Печерського районного комітету КПУ міста Києва.
У 1988—1990 роках — начальник Київської митниці Головного управління державного митного контролю при Раді Міністрів СРСР. У 1990—1991 роках — начальник Українського управління державного митного контролю при Раді Міністрів СРСР.
Потім — на пенсії в місті Києві.

## Нагороди
- ордени
- медалі
- Почесна грамота Президії Верховної Ради Української РСР (12.08.1985)